# Варваринска битка
Варваринска битка била је битка између здружене српско-руске војске предвођене Карађорђем Петровићем и Јосифом Орурком са једне стране и турском војском предвођеном Хуршид-пашом. Битка се завршила победом српско-руске војске.

## Ток битке
Повукавши се са Јасике, српско руска војска се ушанчи у Варваринском пољу. У српско руској војсци налазио се, поред српских пешака, Ладошки мускетарски одред и један одред козака као и 6 руских топова. Турци предвођени Хуршид пашом су стигли код Варварина 18. септембра и Хуршид паша видевши да су се Срби ушанчили, тада изјави пред својим командантима „Све кажете да Србин не смије у поље, него се крије по шуми или по брдима закопава у земљу као свиња, сад ето поља, ето Србина, сад да видимо ко царев хљеб једе.
Турци су потом извршили напад на шанац, на крају где су се налазили руски топови, али су били одбијени уз велике губитке. Руски командант Орурк је током битке био тик уз борце на грудобрану, храбрећи их.
Хуршид паша је тада повукао своју војску на одмор, током чега је и гроф Орурк одморио своје снаге, приредивши гозбу за команданте.
Турци су напали поново тек 20. септембра још већом јачином, али су били спречени од стране руских топова и коњице, уз подршку српске пешадије.

## Опис шанца
Велики шанац на Варварину источном страном био је окренут према Морави. На западној страни налазила су се два бастиона са топовима, која су била окренута према пољу у правцу напада и омогућавала су унакрсну ватру. Шанац је направљен у облику неправилног петоугла. Иза првог бастиона био је смештен барутни магацин. Димензије великог шанца износиле су: чеона страна око 300 m, ширина јужне стране око 50 m, северне око 170 m и стране према Морави око 300 m на северозападној, западној и јужној страни налазили су се ровови са грудобраном који су примали 10-15 војника. Ров је био дубок око један метар. Бедем је био дебљине око 1 метар. Грудобрани где су били смештени топови били су обложени даскама и споља и изнутра. На унутрашњој страни налазиле су се и корпе са отворима.

## Галерија
- Јосиф Корнелијус Орурк, командант руских снага
- Карађорђе Петровић, врховни вожд Срба
- Хајдук Вељко Петровић
- Јован Курсула
- Ахмед Хуршид паша, командант турских снага
- Туг коришћен од стране паша заповедника турске војске
- Велика Морава, између Велике Мораве и Западне Мораве на Варваринском пољу био је шанац српско-руских снага
- Споменик грофу Орурку у Варварину
- Униформа српских устаника
- Српска регуларна пешадија Регулаш
- Оружје коришћено током боја
- Топ коришћен у устанку
- Турска коњица
- Турска војска

## Занимљивости
Битка је приказана у стрип едицији „Никад робом” под насловом „Варваринска битка.”
У бици на Варваринском пољу се посебно истакао српски мегданџија Јован Петровић Курсула. Према предању, његова победа у мегдану против турског јунака је битно утицала на подизање морала српско-руске војске и довела до пораза Турака. Јован Курсула је био изузетно храбра личност која се поред битке на Варваринском пољу истакао и у другим биткама овог доба (Чачак, Црни врх, Делиград). Умро је 1813. године након рана задобијених у бици код Делиграда.
Тренутно постоје два споменика који обележавају ову битку, оба у Варварину. Први је споменик грофу Орурку и његовим борцима и налази се на самом месту битке у Село Варварину, код Саставаца места где се спајају Јужна и западна Морава. Споменик је подигнут на стогодишњицу боја на Варваринском пољу. Други споменик је посвећен Јови Курсули и налази се у црквеном парку у Варварину. Оба споменика је открио Краљ Петар Карађорђевић на свечаности поводом стогодишњице битке 1910. године.